# AEW World Championship
Het AEW World Championship is een professioneel worstelkampioenschap dat geproduceerd werd en eigendom is van de Amerikaanse worstelorganisatie All Elite Wrestling (AEW). Het is de topkampioenschap van AEW.
Op 25 mei 2019, bij het evenement Double or Nothing werd de titel onthuld. De inaugurele kampioen was Chris Jericho.

## Geschiedenis
De kampioenschap zou oorspronkelijk onthuld worden op 22 mei 2019 op YouTube door acteur en comedian Jack Whitehall op een humoristische manier, maar kreeg het niet voor mekaar om het kampioenschap uit de zak te halen. Daarnaast onthulde Whitehall dat de winnaar van de Casino Battle Royal, bij het evenement Double Or Nothing, de winnaar zou moeten tegenkomen in de hoofdwedstrijd van het evenement. De winner van de Battle Royal was "Hangman" Adam Page. Diezelfde avond, won Jericho van Kenny Omega waardoor er een inaugurele kampioenschapswedstrijd werd opgericht. Later de avond onthulde voormalig professioneel worstelaar Bret Hart het kampioenschap.

## Titel geschiedenis
| Nr. | Kampioen      | # | Datum            | Stad                      | Evenement        | Opmerkingen                                          |
| --- | ------------- | - | ---------------- | ------------------------- | ---------------- | ---------------------------------------------------- |
| 1   | Chris Jericho | 1 | 31 augustus 2019 | Hoffman Estates, Illinois | All Out          | Versloeg Adam Page om inaugurele kampioen te worden. |
| 2   | Jon Moxley    | 1 | 29 februari 2020 | Chicago, Illinois         | Revolution       | [ 4 ]                                                |
| 3   | Kenny Omega   | 1 | 2 december 2020  | Jacksonville, Florida     | Winter Is Coming | [ 5 ]                                                |
| 4   | Adam Page     | 1 | 13 november 2021 | Minneapolis, Minnesota    | Full Gear        | [ 6 ]                                                |